# Ashley C. Williams

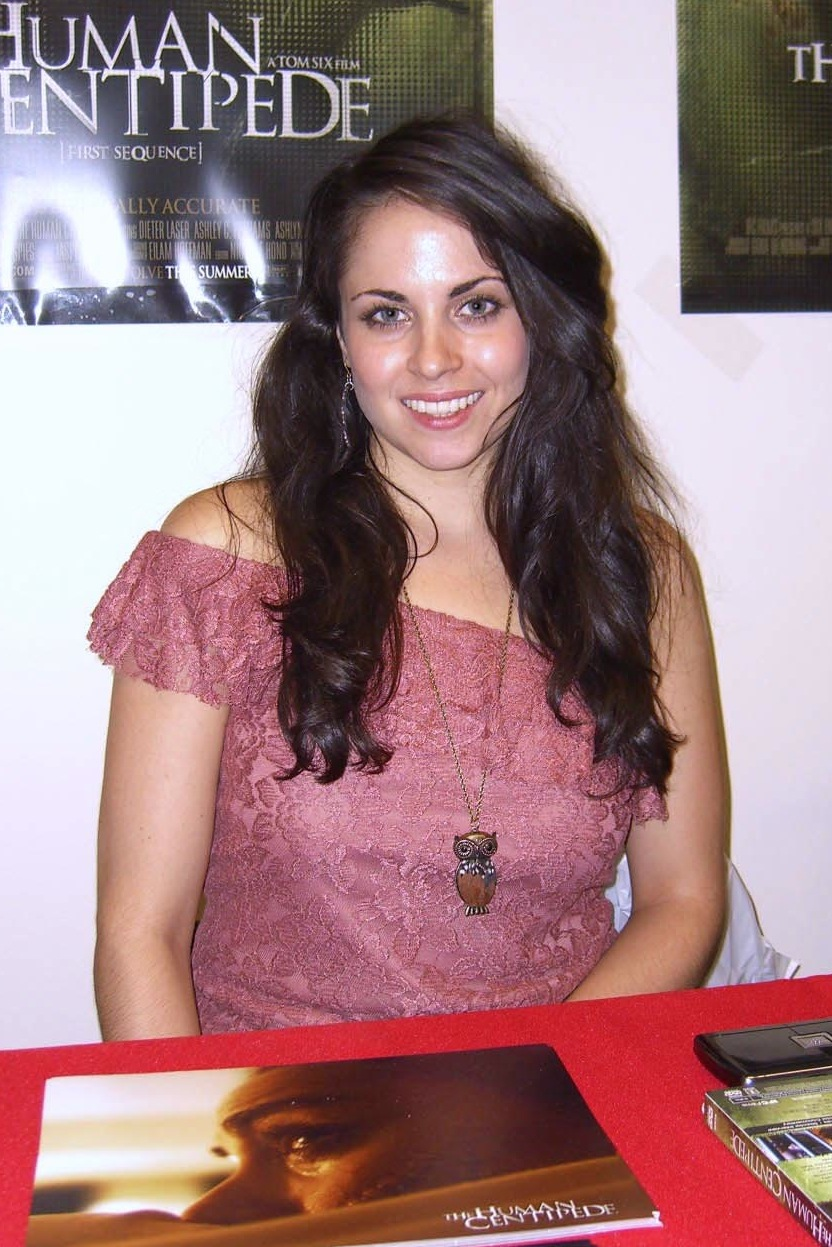
Ashley C. Williams in Manhattan (2010)

Ashley Christina Williams (* 24. Januar 1984 in Boston, Massachusetts) ist eine US-amerikanische Schauspielerin.

## Leben
Ashley C. Williams graduierte 2005 von der American Academy of Dramatic Arts in New York City, wo sie den Charles Jehlenger Award für herausragende Leistungen in der Schauspielerei erhielt.
Williams gab 1988 ihr Filmdebüt im Fantasyfilm Willow. Ihren bisher größten Erfolg hatte sie 2009 in der Rolle der Lindsay im niederländischen Horrorfilm Human Centipede – Der menschliche Tausendfüßler.

## Filmografie (Auswahl)
- 1988: Willow
- 2009: Human Centipede – Der menschliche Tausendfüßler
- 2011: Empty
- 2014: Julia – Blutige Rache (Julia)